# Jeanne Mascarenhas
Jeanne de Souza Mascarenhas Ávila mais conhecida como  Jeanne Mascarenhas é uma fonoaudióloga, cantora e compositora brasileira de música cristã contemporânea.
Gravou mais de 10 álbuns e um DVD. Já fez parte das gravadoras Graça Music, Bom Pastor e a partir de 2011 assinou contrato com a Salluz Produções.

## Discografia
| Ano  | Título               | Ref         |
| ---- | -------------------- | ----------- |
| 1991 | Graças Dou           | [ 6 ] [ 7 ] |
| 1996 | Te Levarei           | [ 6 ] [ 7 ] |
| 1998 | Com Todo Amor        | [ 6 ] [ 7 ] |
| 1999 | Filho Pródigo        | [ 6 ] [ 7 ] |
| 2000 | Agora Vivo           | [ 6 ] [ 7 ] |
| 2002 | Em Tuas Mãos         | [ 6 ] [ 7 ] |
| 2005 | Brilha               | [ 6 ] [ 7 ] |
| 2009 | O Melhor de Mim      | [ 6 ] [ 7 ] |
| 2010 | Meu Natal            | [ 6 ] [ 7 ] |
| 2012 | Santo Deus           | [ 6 ] [ 7 ] |
| 2020 | Chorar também é orar | [ 6 ] [ 7 ] |
| 2023 | Ousado Amor          | [ 6 ] [ 7 ] |

## Videografia
| Ano  | Título | Ref   |
| ---- | ------ | ----- |
| 2006 | Brilha | [ 8 ] |